# 픽셀 워치
픽셀 워치(영어: Pixel Watch)는 구글이 설계, 개발, 판매하는 스마트워치이다. 2022년 5월 구글 I/O 기조연설에서 처음 공개되었으며, 2022년 10월 6일 구글이 매년 개최하는 행사에서 발표되었다. 후속작은 2023년 출시된 픽셀 워치 2이다.

## 역사
2016년 7월, 구글은 코드네임 소드피쉬와 엔젤피쉬라는 두 개의 스마트워치를 개발하고 있었다고 보도되었다. 비즈니스 인사이더에 따르면, 이 시계들은 구글의 새로운 픽셀 장치들과 잘 동기화되지 않는다는 구글 하드웨어 최고 책임자인 릭 오스터로의 우려로 2016년 메이드 바이 구글 출시 행사를 앞두고 취소되었다. 2018년 8월, 구글은 픽셀 브랜드의 스마트워치를 출시할 계획이 있다는 소문을 부인했다.
2019년 1월, 스마트워치 제조업체인 화석 그룹은 스마트워치 기술에 대한 지적 재산 중 일부를 구글에 4,000만 달러에 매각하고 연구 개발 팀의 일부를 이전하기로 합의했다. 11월에 구글은 스마트워치와 피트니스 트래커 제조업체인 핏비트를 21억 달러에 인수할 것이라고 발표했다. 이번 인수는 핏비트가 구글의 하드웨어 부문으로 흡수되면서 미 법무부의 장기 수사 끝에 2021년 1월 완료됐다. 핏비트의 공동 설립자 제임스 박은 이후 구글의 웨어러블 부문 책임자로 임명되었다. 2021년 10월, 오스테를로는 구글이 웨어 OS 기반 스마트워치를 개발 중이라고 밝혔다. 12월 비즈니스 인사이더는 픽셀 브랜드의 스마트워치 코드 이름인 로한이 2022년 출시를 계획하고 있으며, 둥근 베젤리스 디자인과 핏비트와의 통합을 특징으로 한다고 보도했다. 그 달에 발견된 증거들은 이 시계가 삼성의 엑시노스 시스템 온 칩이나 구글의 텐서 칩으로 작동될 것이라는 것을 보여주었는데, 그 중 후자는 최근에 회사의 픽셀 6 스마트폰 라인에 출시되었다.
2022년 4월, 픽셀 워치의 출시를 준비하면서 온라인 구글 스토어에서 "Watchs"로 이름이 바뀌었다. 같은 달, 구글은 "픽셀 워치" 이름의 상표를 미국 특허상표청에 제출했고, 스마트 워치의 3개 모델은 블루투스 스페셜 인터레스트 그룹의 승인을 받았다. 미국의 한 식당에서 픽셀 워치의 시제품이 발견되기도 했는데, 이 사건은 2010년 기즈모도가 애플 아이폰4를 유출한 것과 비교되었다. 이 장치의 프리뷰는 2022년 구글 I/O 키노트 기간 동안 5월 11일에 공개되었다. 박씨는 씨넷과의 인터뷰에서 핏비트를 종료할 계획이 없으며 구글 핏 앱은 픽셀 워치에서 핏비트와 공존할 것이라고 덧붙였다. 순다르 피차이 구글 최고경영자(CEO)는 2022년 9월 코드 2022 콘퍼런스 인터뷰 도중 픽셀워치를 착용한 모습이 포착됐다.
구글은 픽셀 워치를 2022년 10월 6일 연례 메이드 바이 구글 행사에서 공식 발표하였다.

## 사양

### 디자인
픽셀 워치는 둥근 시계 면에 돔형 디자인과 물리적 크라운, 맞춤형 밴드에 부착된 재활용 스테인리스 스틸로 만든 시계 프레임이 특징이다.

### 하드웨어
픽셀 워치는 컴팔 일렉트로닉스에서 제조한 USB-C 충전 메커니즘을 특징으로 한다.

### 소프트웨어
픽셀 워치는 핏비트와의 깊은 통합을 특징으로 하는 웨어 OS와 함께 제공될 것이다. 아이폰과 같은 애플 제품과 호환되지 않을 것이다. 안드로이드 스마트폰에서 사용할 픽셀 워치 모바일 앱이 함께 제공된다.

## 반응
2022년 구글 I/O에서 픽셀 워치와 픽셀 태블릿이 발표된 후, 더 버지의 존 포터는 구글이 애플의 "월드가든" 생태계 전략에 미묘한 접근을 하고 있다고 말했다. 이는 구글이 "애플의 정면 경쟁자"가 되는 것을 목표로 하고 있다고 믿었던 국제 데이터 코퍼레이션 리서치 디렉터 라몬 라마스에 의해 반향되었다. Tom's Guide의 Kate Kozuch는 이 시계의 날렵한 시각적 디자인을 칭찬했다. 더 버지의 빅토리아 송은 시계의 24시간 배터리 수명에 대한 두려움을 잠재우며, 비슷한 스마트워치와 비교했을 때 "괜찮다"고 선언했다.

## 같이 보기
- 애플 워치
- 삼성 갤럭시 워치 시리즈